# Alexandre Quennoz
Alexandre Quennoz né le 21 septembre 1978 en Valais est un footballeur suisse qui joue au poste de défenseur.

## Carrière
- 1996-1999 : FC Sion
- 1999-2006 : FC Bâle
- 2006-2009 : Neuchâtel Xamax